# Homona spargotis
The Avocado Leafroller (Homona spargotis) là một loài bướm đêm thuộc họ Tortricidae. Nó được tìm thấy ở Australasia ecozone.
Sải cánh dài ca. 3 cm đối với con đực và 2 cm đối với con cái.
Ấu trùng ăn Avocado, Coffeaen, Camellia sinensis, Custard-apple và Bilimbi. The species is considered a pest.

## Hình ảnh

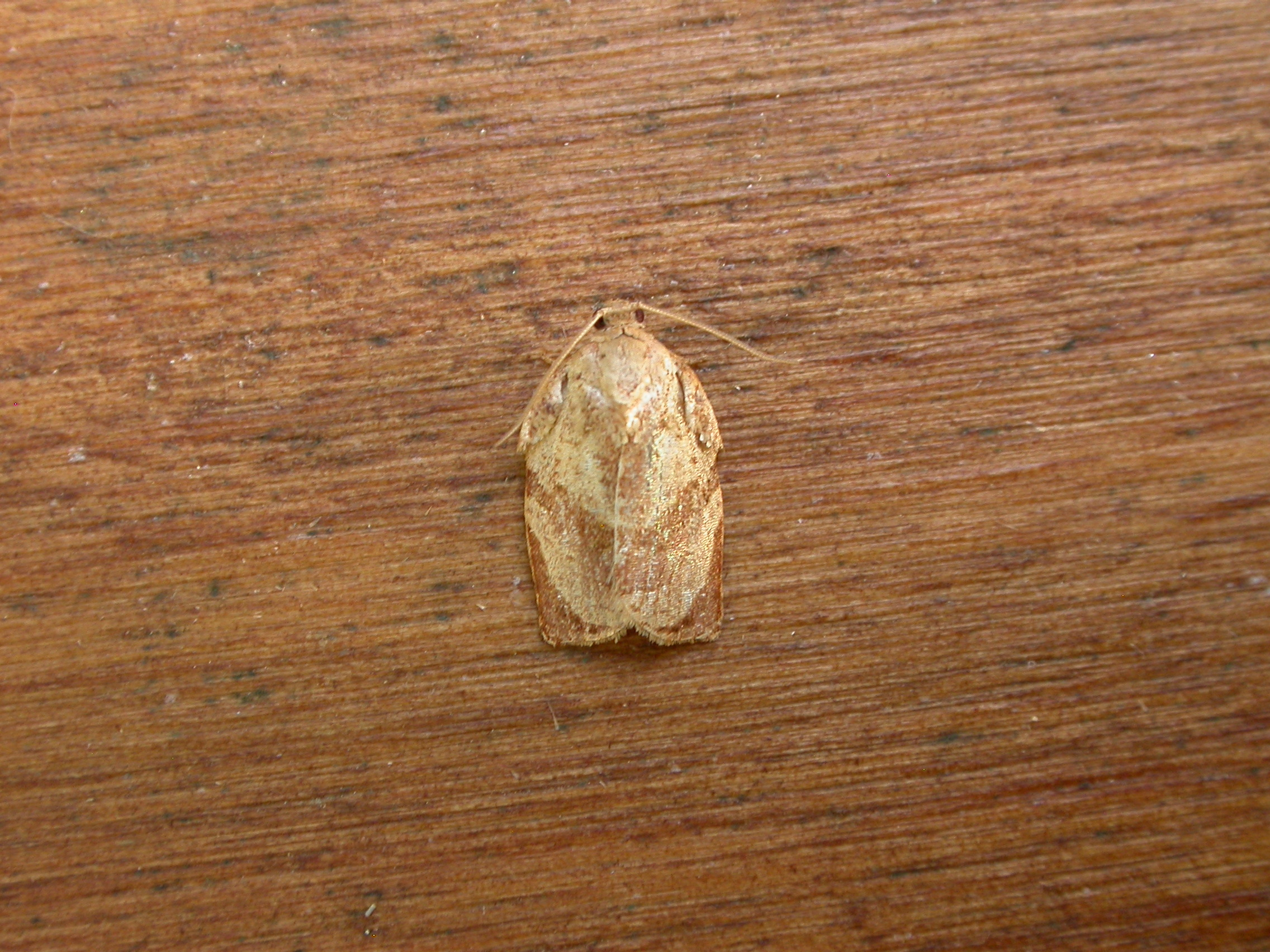
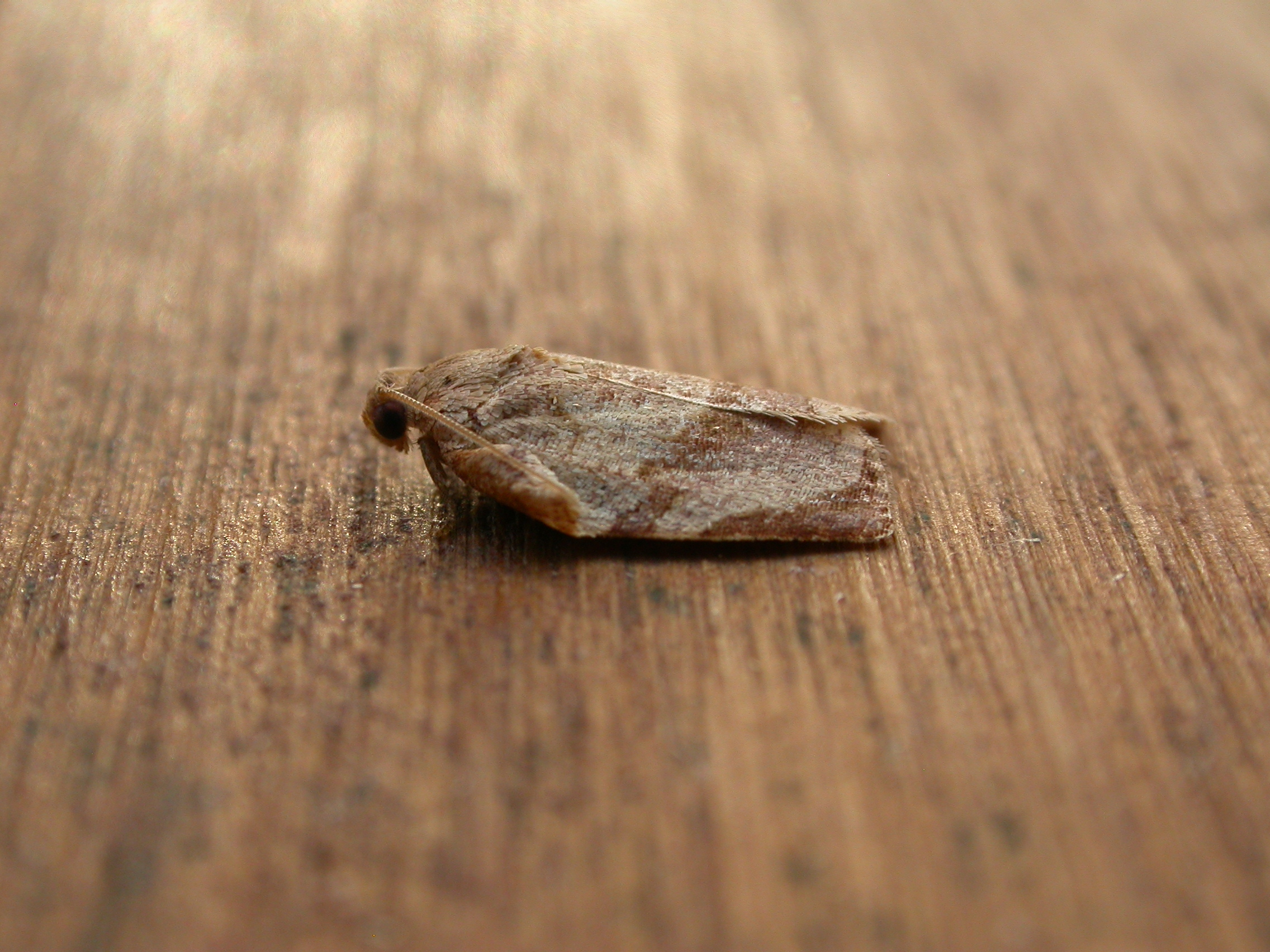